# Emanuel K. Miranda
Emanuel K. Miranda (nacido el 18 de noviembre de 1990 en Montevideo) es un director, guionista y productor de cine uruguayo. 

## Carrera
En 2019 produjo la serie de televisión documental Cocinar con el libro, la cual fue ganadora de los fondos de fomento cinematográfico del Instituto Nacional del Cine y el Audiovisual del Uruguay, y estrenada en Televisión Nacional Uruguay y TV Ciudad. La serie fue declarada de interés cultural por el Ministerio de Educación y Cultura del Uruguay.

## Filmografía

### Cortometrajes
- Almar (2013)

### Televisión
- Cocinar con el libro (2019) Temporada 1, Episodio 1 "Un día"
- Cocinar con el libro (2019) Temporada 1, Episodio 2 "Tu alacena"
- Cocinar con el libro (2019) Temporada 1, Episodio 3 "Agua, cuerpo y mente"
- Cocinar con el libro (2019) Temporada 1, Episodio 4 "La clave"
- Cocinar con el libro (2019) Temporada 1, Episodio 5 "Tu plato"
- Cocinar con el libro (2019) Temporada 1, Episodio 6 "Sabores"
- Cocinar con el libro (2019) Temporada 1, Episodio 7 "Tu mesa"
- Cocinar con el libro (2019) Temporada 1, Episodio 8 "Un Plan"